# Райнмюнстер
Райнмюнстер (нім. Rheinmünster) — громада в Німеччині, знаходиться в землі Баден-Вюртемберг. Підпорядковується адміністративному округу Карлсруе. Входить до складу району Раштат.
Площа — 42,47 км2. Населення становить 6968 ос. (станом на 31 грудня 2020).